# 912 Maritima
912 Maritima è un asteroide della fascia principale del diametro medio di circa 83,17 km. Scoperto nel 1919, presenta un'orbita caratterizzata da un semiasse maggiore pari a 3,1296152 UA e da un'eccentricità di 0,1815517, inclinata di 18,28953° rispetto all'eclittica.
Il suo nome fa riferimento ai viaggi che l'Università di Amburgo organizzava nel Mare del Nord alla fine di ogni anno.